# Struthas
Struthas was een Perzische satraap. Hij werd tijdens de Korinthische Oorlog in 392 v. Chr. door Artaxerxes II naar West-Azië gestuurd om Tiribazus op te volgen als heerser van het satrapie van Sardis. In deze functie was hij opgedragen een anti-Sparta beleid te voeren.
Door de succesvolle Aziatische campagnes van Agesilaus was Stuthas zich bewust van de grote macht van de Spartanen. Om deze reden haalde hij de vriendschapsbanden aan met Athene, de Griekse rivaal van Sparta. Nadat Stuthas enkele succesvolle campagnes in Spartaans territorium voerde, stuurde de regering van Sparta Thibron om tegen Stuthas op te trekken. Hij werd echter overvallen in een verrassingsaanval, en werd in de strijd die daarop volgde door de Perzen vermoord. Vervolgens werd Diphridas door de Spartanen gestuurd. Hij bouwde de overblijfselen van het leger van Thibron opnieuw op en was succesvoller in het bestrijden van Stuthas. (Xen. hell. 4.8. §§ 17-21.) Het lukte hem onder andere diens schoonzoon gevangen te nemen. Hoewel er niets bekend is over het einde van de regeerperiode van Stuthas, het is bekend dat hij rond 388 v. Chr. weer werd vervangen door Tiribazus. 